# Каттовиц (административный округ)
Административный округ Каттовиц (нем. Regierungsbezirk Kattowitz) — административно-территориальная единица второго уровня в Пруссии, существовавшая в 1939—1945 годы в Прусской Силезии. Административный центр округа — город Каттовиц (ныне польский город Катовице). Сегодня территория бывшего округа целиком расположена в Польше, небольшая часть — в Чехии.

## Положение
Округ Каттовиц на севере и северо-западе с округом Оппельн провинции Верхняя Силезия, на юго-западе — с протекторатом Богемии и Моравии, на юге — со Словакией и на востоке — с Генерал-губернаторством. Административный центр располагался в городе Каттовиц. В 1945 году центр из-за военных действий дважды переносился: сначала в Тешен (Цешин), затем — в расположенный за пределами округа Карлсбад (Карловы Вары).

## История
После польской кампании вермахта территория прусской провинции Силезия была значительно расширена за счёт аннексии польских территорий, в связи с чем в октябре 1939 года в её составе был создан новый административный округ Каттовиц, куда вошли бывшие польские повяты: Бендзинский (переименован в район Бандин), Бяльский (район Билиц), Олькушский (район Олькуш), Живецкий (район Зайбуш), Катовицкий (район Каттовиц), Хшанувский (район Хшанув), Пщинский (район Плесс), Рыбницкий (район Рыбник), Тарнувский (район Тарновиц), Цешинский и Западно-Цешинский (объединены в район Тешен), а также городские районы Каттовиц и Кёнигсхютте. В ноябре 1939 года в состав округа Каттовиц также были переданы городские районы Бойтен, Гляйвиц и Хинденбург, сельские районы Бойтен-Тарновиц и Тост-Гляйвиц, а также небольшие приграничные районы из Генерал-губернаторства.
В связи с таким значительным расширением общей площади провинции Силезия в январе 1941 года она была разделена на две провинции: Нижнюю Силезию — с округами Лигниц и Бреслау и Верхнюю — с округами Оппельн и Каттовиц. В июне 1941 года районы Тарновиц и Бойтен-Тарновиц были объединены. Объединённый район сохранил название Бойтен-Тарновиц, его центром стал город Тарновиц.
После Второй мировой войны территория округа Каттовиц перешла под контроль Польши и почти целиком вошла в Силезское воеводство, частично — в Краковское воеводство. После последующих многочисленных административно-территориальных реформ в Польше территория округа Каттовиц входит в Силезское и Малопольское воеводства. Территория чешского Заользья, аннексированная Польшей в 1938 году, а затем в 1939 году вошедшая в состав Германии, после 1945 года была вновь возвращена Чехословакии и сегодня является частью Чехии.

## Административное деление

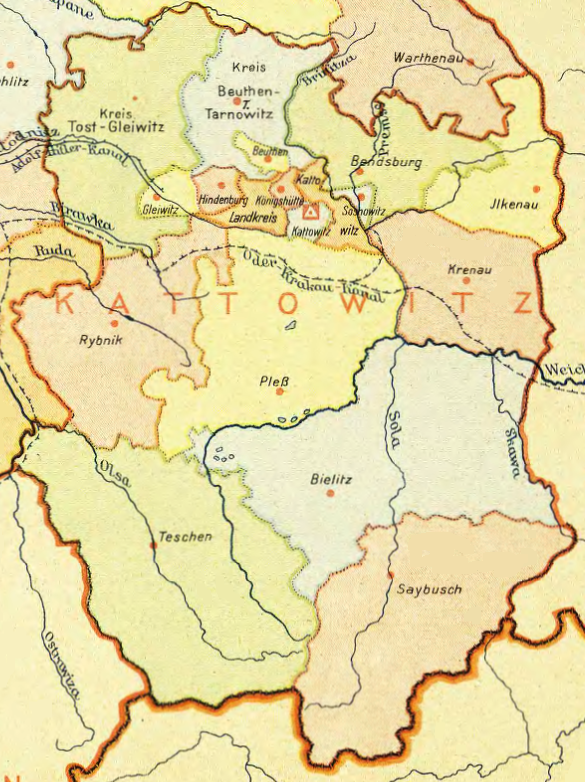
Районы округа Каттовитц в 1943

В состав округа среди прочего вошли бывшие территории округа Оппельн, отошедшие в 1922 году Польше и аннексированные в 1939 году Третьим рейхом. Здесь были воссозданы прежние районы, населённые пункты получили прежние немецкие обозначения. Топонимы на аннексированных польские территориях, в 1920 году не входивших в Прусскую Силезию, были не всегда сразу германизированы, и многие польские названия действовали до 1941 года.
Список районов округа Каттовиц с указанием их административных центров (курсивом выделены районы, переданные из округа Оппельн; остальные районы созданы на аннексированных территориях):
- Городские районы
  - Бойтен (до 1939: в составе округа Оппельн)
  - Гляйвиц (до 1939: в составе округа Оппельн)
  - Каттовиц (в 1922—1939: в составе Польши; ранее — округ Оппельн)
  - Кёнигсхютте (в 1922—1939: в составе Польши; ранее — округ Оппельн)
  - Хинденбург (до 1939: в составе округа Оппельн)
  - Сосновиц (выделен в 1940; до 1939: в составе Польши)

- Сельские районы
  - Бендсбург (1939—1941: Бандин) (до 1939: Бендзинский повят, Польша), адм. центр — Бендсбург (Бандин)
  - Бойтен-Тарновиц (до 1939: в округе Оппельн), адм. центр — Бойтен (до 1941), Тарновиц
  - Билиц (до 1939: часть Польши), адм. центр — Билитц
  - Илькенау (1939—1941: Олькуш) (до 1939: Олькушский повят, Польша), адм. центр — Илькенау (Олькуш)
  - Зайбуш (до 1939: Живецкий повят, Польша), адм. центр — Зайбуш
  - Каттовиц (в 1922—1939: в составе Польши; ранее — округ Оппельн), адм. центр — Каттовиц
  - Кренау (1939—1941: Хшанув) (до 1939: Хшанувский повят, Польша), адм. центр — Хшанув (Кренау)
  - Плесс (в 1922—1939: Пщинский повят в Польше; ранее — округ Оппельн), адм. центр — Плесс
  - Рыбник (в 1922—1939: в составе Польши; ранее — округ Оппельн), адм. центр — Рыбник
  - Тешен (в 1938—1939: в составе Польши; ранее частично — в Чехословакии), адм. центр — Тешен
  - Тарновиц (в 1922—1939: в составе Польши; ранее — округ Оппельн; упразднён в 1941), адм. центр — Тарновиц
  - Тост-Гляйвиц (до 1939: в составе округа Оппельн), адм. центр — Гляйвиц

## Население

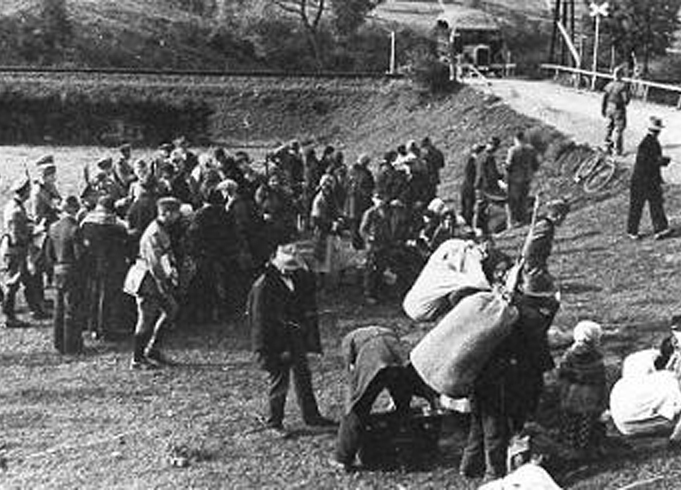
Акция «Зайбуш» (1940) — выселение 20 тысяч поляков из района Зайбуш в Генерал-губернаторство

Площадь и численность населения округа Каттовиц по состоянию на 17 мая 1939 года в границах на 1 января 1941 года и количество районов на 1 января 1941 года:
| Административный округ         | Площадь, км² | Население, чел. | Количество районов | Количество районов |
| Административный округ         | Площадь, км² | Население, чел. | сельских           | городских          |
| ------------------------------ | ------------ | --------------- | ------------------ | ------------------ |
| Округ Каттовиц                 | 8.923,64     | 2.966.852       | 12                 | 6                  |
| без бывших польских территорий | 1.088,12     | 534.417         | 12                 | 6                  |
| бывшие польские территории     | 7.835,52     | 2.432.435       | 12                 | 6                  |